# Silao de la Victoria
Silao de la Victoria är en kommun i Mexiko.   Den ligger i delstaten Guanajuato, i den centrala delen av landet, 290 km nordväst om huvudstaden Mexico City.
Följande samhällen finns i Silao de la Victoria:
- Silao
- La Aldea
- Colonia Nuevo México
- San Francisco
- San Antonio Texas
- Medio Sitio
- El Refugio de los Sauces
- San Miguel del Arenal
- Menores
- Colonia Francisco Javier Mina
- Loma de Yerbabuena
- Aguas Buenas
- El Paraíso
- San José de Gracia
- San Francisco Puerta Grande
- El Espejo
- San Marcos
- El Nuevo Condado
- Maravillas de las Victorias
- Villas de Guadalupe
- La Calaverna
- Colonia Emiliano Zapata
- El Nuevo Refugio
- San Ignacio
- San Isidro del Arenal
- La Soledad
- Rancho Seco
- Velarde
- San Francisco de Asís
- Unión de San Diego
- Santa Anita
- La Chiva Brava
- San José de Rivera
- Playa Azul
- Solidaridad Uno
- Los Álamos
- La Palma
- Los Jacintos
- La Aldeíta
- Fraccionamiento Villa de las Flores
- Vallejos
- Santa Fe de Guadalupe
- Cuarta Parte
- El Cerrito
- Las Grasas
- El Refugio de la Pila
- Los Rosales
- Presa de San Claudio
- Avenida San Bartolo
- La Yerbabuena
- San Antonio del Río
- San José del Bosque
- San José de las Cruces
- Camino Real
- Fraccionamiento Lourdes
- Ampliación Monte del Coecillo
- San Juan de los Durán
- Lucero de la Pila
- Providencia
- Cambio de Monterrey
- El Vergel de los Sauces
- San José del Carmen
- La Asunción
- Colonia la Chiripa
- La Sierrita
- La Esperanza
- Alfarería
- La Candelaria
- El Colón
- El Cubilete
- San Joaquín
- La Virgen
- Subida a la Cuesta
- Fraccionamiento Campestre Irazú
- Colonia Lomas de San Judas Tadeo
- Bajío de Guadalupe
- Colonia Juan José Torres Landa
- Los Ocotes
- Cañada de Damián
- Benavente
- El Purgatorio
- Bicentenario
- Los Arcos
- San Francisco de Taboada